# Anak Dalita
Anak Dalita é um filme de drama filipino de 1956 dirigido por Lamberto V. Avellana. 
Foi selecionado como representante das Filipinas à edição do Oscar 1957, organizada pela Academia de Artes e Ciências Cinematográficas.

## Elenco
- Rosa Rosal - Cita
- Tony Santos - Vic
- Joseph de Cordova - Kardo
- Vic Silayan - Fidel
- Vic Bacani - Ipe
- Leroy Salvador - Soldier
- Rosa Aguirre - Tinay